# ペガサスの朝
「ペガサスの朝」（ペガサスのあさ）は、1980年11月1日にリリースされた五十嵐浩晃の3枚目のシングルである。

## 解説
明治製菓「明治チョコレート」のCMソングに使用された。
1981年1月22日に『ザ・ベストテン』の「今週のスポットライト」コーナーに取り上げられると、翌週からリクエストはがきが急増。当番組には同年2月12日に第7位で初の10位以内入りを果たす。その後2月19日・2月26日・3月12日と最高第5位（通算3週）まで上昇、4月2日（第7位）迄合計8週間連続でランクイン。さらにレコード売上は45万枚を記録、五十嵐としては最大のヒットソングとなり、1981年冬季の代表曲となった。
曲のヒットを受けてNHKの音楽番組「レッツゴーヤング」の出演が内定していたが、以前にNHKオーディションに落選していたためキャンセルされた。NHKオーディションは翌年に合格している。

## 収録曲
A面
1. ペガサスの朝（4分1秒）
  - 作詞：ちあき哲也／作曲：五十嵐浩晃／編曲：鈴木茂
  - 明治チョコレートCM曲

B面
1. 冬子の朝（4分11秒）
  - 作詞：五十嵐浩晃・大杉実／作曲：五十嵐浩晃／編曲：鈴木茂

## カバー
- CRaNE（2010年4月21日リリース）